# 가스가산성

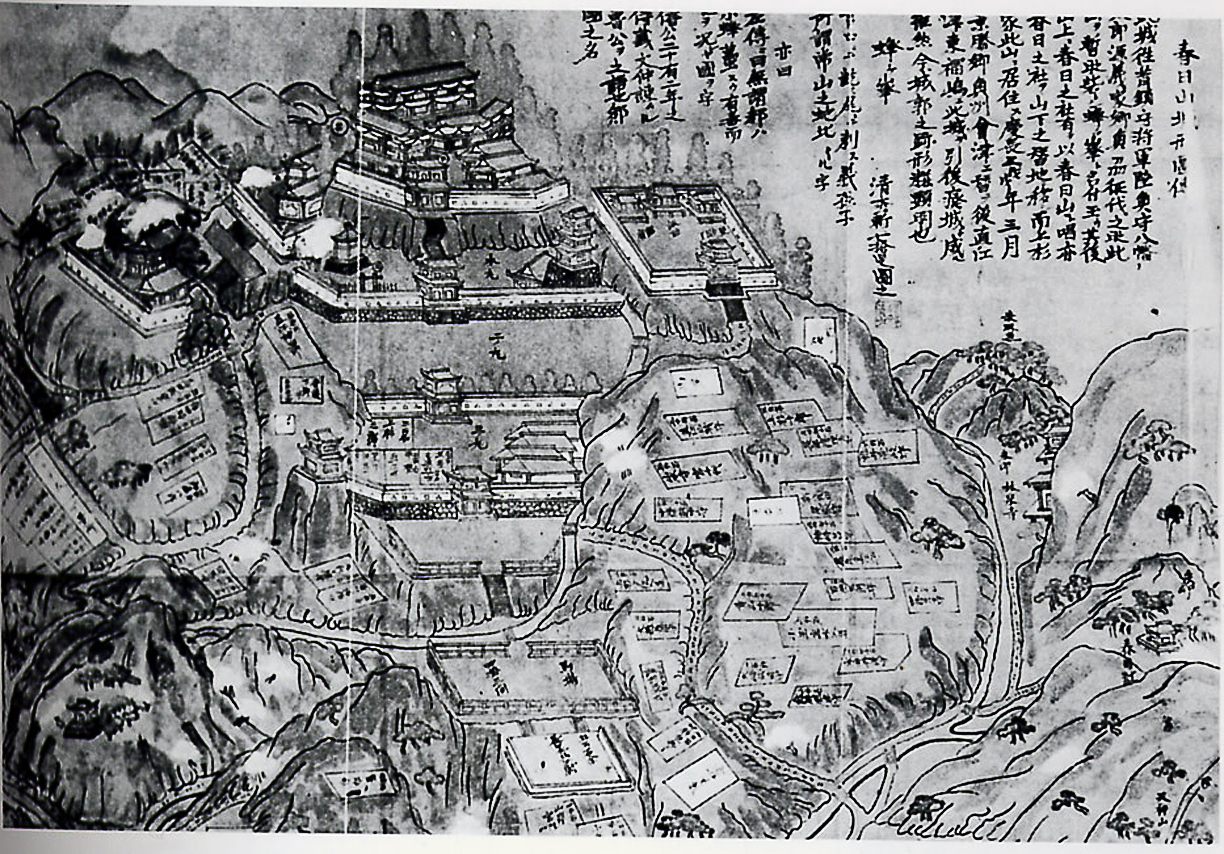
춘일산성회도

가스가 산성(일본어: 春日山城)은 니가타현 조에쓰시에 있었던 연곽식 산성이다. 센고쿠 시대 우에스기 겐신(나가오 가게토라)의 거성으로 알려져 있고, 성터는 국가 사적에 지정되어 있다.

## 개요
난보쿠초 시대 에치고국 슈고 우에스기 가문의 거관을 방비하기 위해 쌓은 성채가 그 시초이다. 1507년 슈고다이 나가오 다메카게가 우에스기 사다자네를 옹립해 슈고 우에스기 후사요시를 추방한 후, 나가오 가문은 가스가 산성을 성주로 대대로 부임하였다.
그러나 도요토미 정권기에 우에스기 가게카쓰(나가오 가게카쓰)는 아이즈 지방으로 이봉되었고, 호리 가문이 에치고로 부임해 온다. 산성인 탓에 호리 가문은 1607년 나오에쓰 항 인근에 후쿠시마 성을 쌓고 거처로 삼았다. 이리하여 가스가 산성은 역사 속에 사라지게 된다.
가스가 산의 명칭은 나라의 가스가 신사에서 분사해 온 이 지역 가스가 신사에서 유래되었다. 가스가 신사가 창건된 연대는 958년 설과 슈고 우에스기 가문이 성을 축성할 무렵이라는 설, 분메이 연간(1469년 ~ 1486년)이라는 설 등이 있다.
많은 회도(繪圖)에서 석벽과 천수각 등을 묘사하고 있지만, 공상에 불과하며, 석벽과 기와도 발굴된 적이 없다. 성의 흔적으로는 성루와 주변을 판 가라보리(구덩이)만 확인할 수 있다. 또, 조에쓰 시의 린센지(林泉寺)에 있는 산문은 가스가 산성에서 이축해 왔다고는 하지만, 확정된 것은 아니다. 단지 연대로 볼때 가스가 산성에서 온 것 아닐까 추측만 할 뿐이다.
현재 가스가 산성을 고증해 만든 모형이 조에쓰 시에 있는〈越後上越天地人博〉에 전시되어 있다.